# Telépilo de Lamos

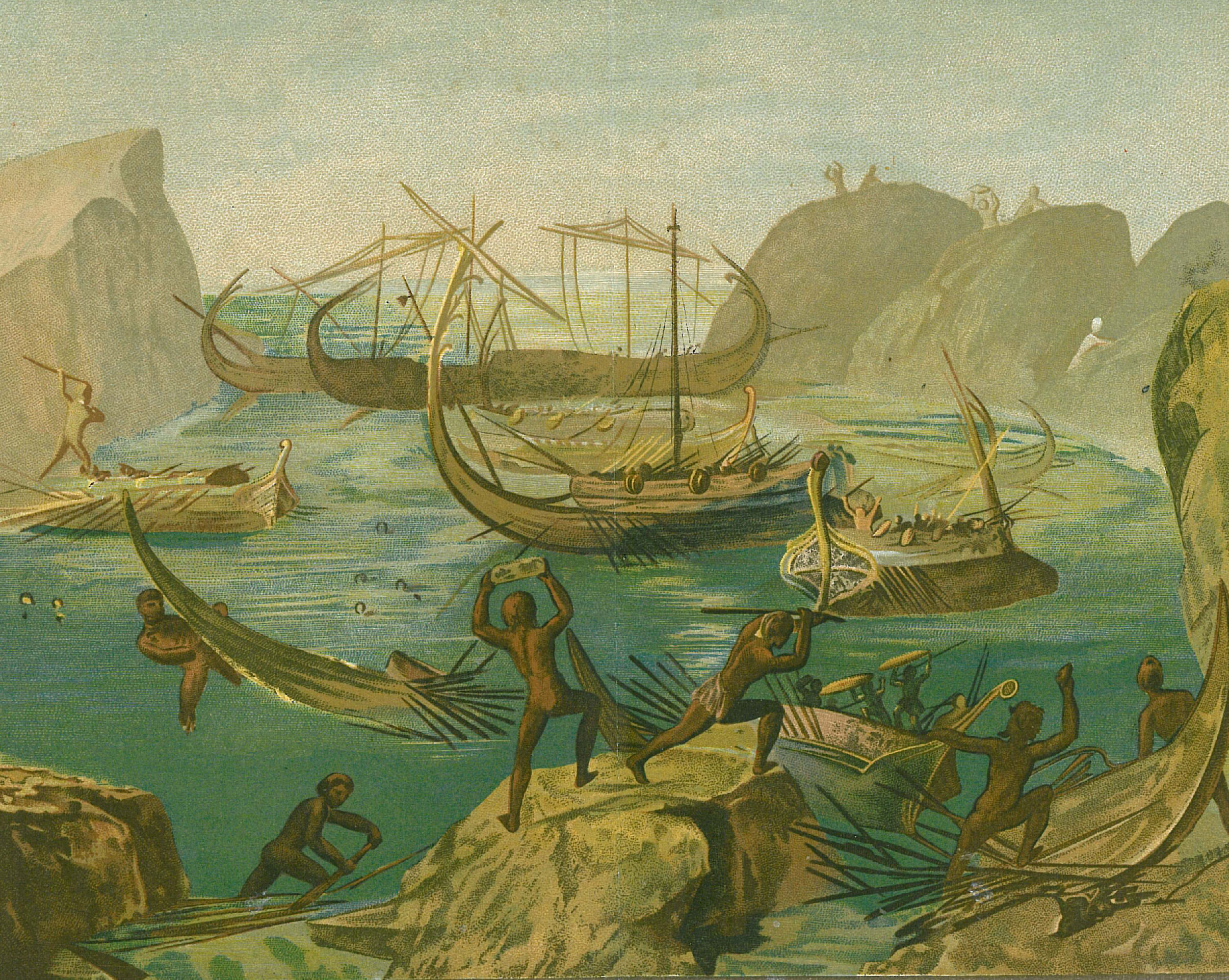
Odiseo en Lestrigonia. Los lestrigones arrojan piedras a Ulises y sus hombres.

Telépilo de Lamos (en griego: Τηλέπυλος) era una alta ciudad de Lamos, en la legendaria tierra lestrígona. Odiseo alcanza esta tierra inhóspita tras haber sido expulsado de Eolia por el rey Eolo. Algunos separan ambos conceptos: «alto castillo de Lamo» y «tierra lestrígona de Telépilo».  En La Odisea, Homero lo narra de esta manera:

Navegamos sin interrupción seis días con sus noches, y al séptimo llegamos a Telépilo de Lamos, la excelsa ciudad de Lestrigonia, donde el pastor, al recoger su rebaño, llama a otro que sale en seguida con el suyo.
Homero en La Odisea, X, 80 ss.

Homero describe Telépilo de Lamos como una tierra en la que no existe la agricultura. Sus fuertes habitantes son hombres de gran estatura y hostiles en extremo, llamados lestrigones, y se dedican a la ganadería exclusivamente. Odiseo hace pie en la entrada de un magnífico puerto de riberas opuestas y prominentes cuyo extremo deja un estrecho paso, y al subir a una atalaya para contemplar esta nueva y lejana tierra, sólo ve humo en varios puntos. Odiseo envía a dos hombres y un heraldo para que le traigan noticias del lugar y se topan con la hija del rey Antífates, que bajaba con un cántaro a la fuente Artacia para coger agua. Ella les señala la elevada morada de su padre, adonde se dirigen. Una vez allí, la reina da aviso a Antífates, quien apresa a uno y se lo come allí mismo. Huyen del lugar aterrorizados, mientras el rey Antífates sale gritando por la ciudad llamando a los lestrigones quienes acuden y desde las peñas lanzan rocas destrozando los barcos que había amarrados juntos en ese hondísimo puerto y los hombres de Odiseo encuentran cruda muerte, arponeados como peces. Una vez los enviados llegan a la nave y dan aviso a Odiseo de lo ocurrido, se alejan del puerto de Telépilo de Lamos escapando de la muerte con tristeza en sus corazones.

## Ubicaciones
En la mitología griega el nombre Telépilo se menciona en la Odisea como la ciudad o país de los lestrigones. El nombre, compuesto por ‘tele-’ (lejos) y ‘pylos’ (puerta), tal vez según algunos autores tenga el significado de «eurípilo (amplia puerta), megalópilo (puerta grande) o macrópilo (puerta enorme)»; en palabras de Eustacio: «a distancia unos de otros, pero al lado de las puertas o a la longitud»). En opinión de los antiguos griegos posteriores Telépilo estaba ubicado en Sicilia, mientras que los romanos creían que estaba ubicado en la Italia continental, en Formia (hoy Mola di Gaeta). Recientemente se admiten las significativas asociaciones lestrigonias con la cultura talayótica o pretalayótica de Baleares y el interés en la descripción —pensemos en uno de los tan conocidos puertos del Mediterráneo—, permite creer que se trata del puerto de Mahón. 